# Cocktailkirsebær
Cocktailkirsebær eller cocktailbær er kirsebær i en maraschino/sukkerlage. De kan erstattes af syntetiske "bær" lavet af sukker, glukose, smagsstof, farvestof og gelatine. Anvendes stivelse i stedet for gelatine bliver cocktailbærret mere sejt. Cocktailbær fremstilles i forskellige farver; gule, grønne og blå. De røde bær er de almindelige, fordi de skal ligne kirsebær.
| Mad og drikke | Spire Denne artikel om mad og drikke er en spire som bør udbygges. Du er velkommen til at hjælpe Wikipedia ved at udvide den. |